# Sveti Franjo Ksaverski
Franjo Ksaverski (bask.: Frantzisko Xabierkoa, špa.: Francisco Javier; Xabier, 7. travnja, 1506. – otok Shangchuan ispred Kantona (Guangzhou), Kina, 3. prosinca, 1552.), jedan od najistaknutijih isusovačkih misionara (upoznavši se s Ignacijem Loyolskim bio je među utemeljiteljima isusovačkoga reda), misionar u Indiji, Malaji, Šri Lanki, Japanu.

## Životopis

### Djetinjstvo i mladost
Rođen je na dvorcu Xabier, u kraljevini Navari, 7. travnja 1506. Završivši osnovnu školu u domovini, pun ambicije za karijerom, životni je poziv tražio u crkvenoj službi. Stoga je kao mladić u rujnu 1525. pošao u Pariz, na sveučilište Sorbonu.

### Utjecaj sv. Ignacija Loyolskog
Nakon četiri godine studija stekao je akademski stupanj »doktora«. Ondje je počeo sanjariti o jednoj višoj karijeri, bogatoj prihodima u svojoj domovini, u Pamploni. No, njegov sudrug sa studija privukao ga je k sebi. Bio je to njegov zemljak Ignacije Lojolski, kasniji osnivač Družbe Isusove. Često mu je ponavljao riječi iz Evanđelja: »Što koristi čovjeku, ako dobije cijeli svijet, a izgubi svoj život« (Mk 8,36). Smrt majke 1529. i svete mu sestre Magdalene 1553., otkriće revolucionara inovjeraca koji su pohađali sveučilište, izopačeni primjer nekih profesora te mnogih studenata, na Franju je učinio toliki dojam da je položio zavjet u kapeli Svetih mučenika na Montmartru, da će hodočastiti u Svetu Zemlju te se posvetiti siromašnom životu i svetoj čistoći. 

### Misionarsko djelovanje
Po osnutku Družbe Isusove, Ignacije Loyola, kao general reda, poslao je Franju Ksavera u misije. Na molbu portugalskog kralja Ivana III. šalje ga kao misionara u Indiju, gdje počinje njegova plodonosna djelatnost najprije u Goi, zatim na Šri Lanku, pa na obali zvanoj Travancor, na Malaci, na Molučkim otocima sve do otoka Celebesa. Vrativši se natrag u Indiju oko 1548. propovijeda u pokrajini Cochim. Od 1542. djelovao je u Indiji, a 1549. putuje čak u Japan i ondje udara temelje Katoličke Crkve. Sve do 1551. djeluje u Japanu, a 1551. – 1552. pokušava prodrijeti i u Kinu. To je bilo vrlo teško, jer je u tu zemlju bio strog ulaz. Blizu kineske obale na otoku Sancianu, čekajući na pouzdano prijevozno sredstvo, Franjo se teško razbolio na plućima, jer je vladala oštra zima. Lišen svake njege, na otoku San Čanu pred obalom Kine, umro je ujutro 3. prosinca 1552.
Računa se da je sam Franjo Ksaver pridobio za kršćanstvo te krstio 30 000 ljudi. On je uz strogo misionarenje obavljao i druge dužnosti. Bio je papin legat, provincijal, pionir koji mora izvješćivati o svojim misijama te spremati za novo misionarenje drugih područja.

## Štovanje
Nakon sv. Pavla, sv. Franjo Ksaverski smatra se najvećim misionarem Katoličke Crkve. Njegov lik znači prekretnicu u misijskom radu Crkve, jer joj je dao tako snažan zamah da se može jedino mjeriti sa zamahom sv. Pavla.
Papa Grgur XV. proglasio ga je svetcem 1622. U veljači 1553. tijelo je iz Kine prebačeno u Melaku, u Maleziji, gdje je bilo pokopano sljedećih osam mjeseci prije nego što je brodom preneseno u Gou, u Indiji, gdje se i danas štuje. Ruka mu se nalazi pohranjena na oltaru u crkvi Al Gesu u Rimu. Tijelo mu je ostalo neraspadnuto.
U Hrvatskoj nekoliko katoličkih župa ima za titulara sv. Franju Ksaverskoga (Švarča u Karlovcu, Kozarevac, Viduševec i Vugrovec). U Zagrebu gradska četvrt, nastala oko kapele i poznatog prošteništa sv. Franje Ksaverskog iz 17. stoljeća nosi ime Ksaver.
Zaštitnik je Misionara Krvi Kristove, Klanjateljica Krvi Kristove i molitvenih zajednica posvećenih Krvi Kristovoj.

## Vanjske poveznice
Ostali projekti
|  | Zajednički poslužitelj ima još gradiva o temi Franjo Ksaverski |

Mrežna mjesta
- Sveti Franjo Ksaverski  Arhivirana inačica izvorne stranice od 8. prosinca 2015. (Wayback Machine), sveci.net, životopis Franje Ksaverskog
- Molitva sv. Franje Ksaverskog Anđelu čuvaru